# Boris Sandoval
Boris Abraham Sandoval Molina (Concepción, Región del Bio Bio, Chile, 23 de marzo de 1987) es un futbolista chileno. Juega de defensa.

## Trayectoria
Comenzó jugando de manera amateur en Olimpia de Talcahuano para después partir a Osorno donde jugaría por Tigritos de Río Negro antes de pasar a las divisiones inferiores de Huachipato donde no llegaría a debutar oficialmente pese a subir al plantel de honor en 2007 donde el técnico Antonio Zaracho le dijo "que se retirara del fútbol" por no tener condiciones. 
A la temporada siguiente pasó a formar parte de Naval donde comenzaría con su carrera jugando en la Tercera División. Con los choreros se convirtió en figura del equipo logrando el ascenso a la Primera B en su primer año para luego mantener correctas campañas. 
En el 2011 tras logra un magnífico primer semestre Arturo Salah se lo lleva de regreso a Huachipato para reemplazar a Nelson Rebolledo quien partiría a la Universidad de Chile. Su regreso a su club formador fue irregular y a fines del 2011 el técnico Jorge Pellicer no lo tiene en sus planes para la siguiente temporada por lo cual quien lo llevó de regreso a los acereros lo pide como refuerzo para el Santiago Wanderers donde llegó a préstamo por un año. En el club porteño sería titular indiscutido pese a tener irregulares participaciones pero esto lo dejaría seis meses más en el equipo donde finalizado su nuevo préstamo no vuelve a renovar.
De vuelta en los acereros nuevamente debería partir a préstamo, esta vez para fichar por Ñublense donde estaría una temporada antes de tener su primera experiencia en el fútbol europeo, jugando un semestre por el Östers IF de la Superettan de Suecia. En el país nórdico solo jugó dos partidos por lo que para 2015 regresaría a Chile para jugar en la Primera B, primero por Rangers, luego por Cobreloa y también por San Marcos de Arica.
A mediados de 2017 regresaría a Naval donde pese a tener una buena campaña por problemas administrativos su club descendería por lo que a principios de 2018 regresa a Santiago Wanderers. En 2019 abandona Santiago Wanderers para volver a jugar a  Naval, club que actualmente se encuentra en receso.

## Selección nacional
En el 2011 fue convocado por primera vez a la Selección de fútbol de Chile por Claudio Borghi quien formó una selección con solo jugadores de la Primera B que serviría como sparring para la selección titular y al mismo tiempo poder ver jugadores que podrían estar en futuras nóminas "oficiales".
Ya a comienzos del 2012 tras haber llegado a Santiago Wanderers y haber tenido un buen rendimiento en la pretemporada de su club es nominado a la selección absoluta para enfrentar un partido amistoso frente a Paraguay donde no llegaría a jugar.

## Estadísticas

### Clubes
| Naval · Chile                                     |               |               |    |    |    |    |    |    |    |    |
| 3ª                                                | 2008          | ?             | ?  | ?  | ?  | -- | -- | ?  | ?  |    |
| 2ª                                                | 2009-A        | 13            | 0  | -- | -- | -- | -- | 13 | 0  |    |
| 2ª                                                | 2009-C        | 9             | 0  | -- | -- | -- | -- | 9  | 23 |    |
| 2ª                                                | 2010          | 9             | 0  | -- | -- | -- | -- | -- | -- |    |
| 2ª                                                | 2011-A        | 18            | 1  | 1  | 0  | -- | -- | 19 | 1  |    |
| 3ª                                                | 2017-T        | 14            | 2  | -- | -- | -- | -- | 14 | 2  |    |
| Total club                                        | Total club    | --            | -- | -- | -- | -- | -- | -- | -- |    |
| Huachipato · Chile                                |               |               |    |    |    |    |    |    |    |    |
| 1ª                                                | 2011-C        | 16            | 0  | -- | -- | -- | -- | 16 | 0  |    |
| Total club                                        | Total club    | 16            | 0  | -- | -- | -- | -- | 16 | 0  |    |
| Santiago Wanderers · Chile                        |               |               |    |    |    |    |    |    |    |    |
| 1ª                                                | 2012-A        | 15            | 0  | -- | -- | -- | -- | 15 | 0  |    |
| 1ª                                                | 2012-C        | 11            | 1  | 4  | 0  | -- | -- | 15 | 1  |    |
| 1ª                                                | 2013-T        | 15            | 2  | -- | -- | -- | -- | 15 | 2  |    |
| 2ª                                                | 2018          | 6             | 0  | 2  | 0  | -- | -- | 8  | 0  |    |
| Total club                                        | Total club    | 47            | 3  | 6  | 0  | -- | -- | 53 | 3  |    |
| Ñublense · Chile                                  |               |               |    |    |    |    |    |    |    |    |
| 1ª                                                | 2013-A        | 14            | 0  | 6  | 0  | -- | -- | 20 | 0  |    |
| 1ª                                                | 2014-C        | 7             | 0  | -- | -- | -- | -- | 7  | 0  |    |
| Total club                                        | Total club    | 21            | 0  | 6  | 0  | -- | -- | 27 | 0  |    |
| Östers IF · Suecia                                |               |               |    |    |    |    |    |    |    |    |
| 2ª                                                | 2014          | 1             | 0  | 1  | 0  | -- | -- | 2  | 0  |    |
| Total club                                        | Total club    | 1             | 0  | 1  | 0  | -- | -- | 2  | 0  |    |
| Rangers · Chile                                   |               |               |    |    |    |    |    |    |    |    |
| 2ª                                                | 2014/15       | 11            | 0  | -- | -- | -- | -- | 11 | 0  |    |
| Total club                                        | Total club    | 11            | 0  | -- | -- | -- | -- | 11 | 0  |    |
| Cobreloa · Chile                                  |               |               |    |    |    |    |    |    |    |    |
| 2ª                                                | 2015/16       | 22            | 0  | 8  | 0  | -- | -- | 30 | 0  |    |
| Total club                                        | Total club    | 22            | 0  | 8  | 0  | -- | -- | 30 | 0  |    |
| San Marcos de Arica · Chile                       |               |               |    |    |    |    |    |    |    |    |
| 2ª                                                | 2016/17       | 7             | 0  | 2  | 0  | -- | -- | 9  | 0  |    |
| Total club                                        | Total club    | 7             | 0  | 2  | 0  | -- | -- | 9  | 0  |    |
| Total carrera                                     | Total carrera | Total carrera | -- | -- | -- | -- | -- | -- | -- | -- |
| (1) Incluye datos de Copa Chile y Copa de Suecia. |               |               |    |    |    |    |    |    |    |    |

### Resumen estadístico
|                              | Partidos | Goles |
| ---------------------------- | -------- | ----- |
| Primera División             | 78       | 3     |
| Primera B                    | 95       | 1     |
| Superettan                   | 1        | 0     |
| Segunda División Profesional | 14       | 2     |
| Tercera División             | --       | --    |
| Copa Chile                   | --       | --    |
| Copa de Suecia               | 1        | 0     |
| Total                        | --       | --    |

## Palmarés

### Campeonatos nacionales
| Título           | Club  | País  | Año  |
| ---------------- | ----- | ----- | ---- |
| Tercera División | Naval | Chile | 2008 |